# Oliver Schelske
Oliver Schelske (* 16. September 1980) ist ein deutscher Klassischer Philologe. 

## Leben
Nach dem Abitur am Goethe-Gymnasium Berlin-Wilmersdorf im Jahr 2000 studierte Schelske Klassische Philologie, Erziehungswissenschaften, Byzantinistik, Papyrologie und Evangelische Theologie in Berlin, Venedig und Oxford, wo er 2004 den Abschluss Master of Studies (M.St. Oxon.) im Fach Classics erwarb. 2006 legte er in Berlin das Erste Staatsexamen für das Höhere Lehramt in den Fächern Latein und Griechisch ab. Im Jahr 2010 wurde er in Tübingen bei Irmgard Männlein-Robert mit einer Arbeit zu den Argonautika des Orpheus zum Dr. phil. promoviert. Von 2007 bis 2015 war er wissenschaftlicher Mitarbeiter bzw. Assistent an der Universität Tübingen, von 2015 zunächst als akademischer Rat, seit 2019 als akademischer Oberrat an der Universität München. 2021 erfolgte dort die Habilitation mit einer Arbeit zu den Historien Herodots. Seit August 2023 ist er als Nachfolger Kurt Siers Inhaber des Lehrstuhls für Klassische Philologie/Gräzistik an der Universität Leipzig. Einen Ruf an die Universität Zürich lehnte er ab.
Schelske war von 2015 bis 2023 Schriftleiter (zusammen mit Martin Hose) des Gnomon, seit 2023 ist er einer der Mitherausgeber. 

## Schriften (Auswahl)
- Orpheus in der Spätantike. Studien und Kommentar zu den Argonautika des Orpheus: Ein literarisches, religiöses und philosophisches Zeugnis. (= Beiträge zur Altertumskunde 296). De Gruyter, Berlin/Boston 2011 (Dissertation).
- Herodotus politicus. Die Historien als literarisches Experiment im Kontext ihrer Zeit. Ungedruckte Habilitationsschrift München 2021.